# NGC 6472
NGC 6472 је спирална галаксија у сазвежђу Змај која се налази на NGC листи објеката дубоког неба.
Деклинација објекта је + 67° 37' 49" а ректасцензија 17h 44m 3,0s. Привидна величина (магнитуда) објекта NGC 6472 износи 15,2 а фотографска магнитуда 16,0. NGC 6472 је још познат и под ознакама NPM1G +67.0154, PGC 2703230.